# Henry Furnese
Henry Furnese (après 1688 - 30 août 1756), de Gunnersbury Park, dans le Middlesex, est un marchand et homme politique britannique qui a siégé à la Chambre des communes entre 1720 et 1756.

## Biographie
Il est le seul fils de George Furnese, un facteur de la Compagnie des Indes. Il a été apprenti chez Moses Berenger, un marchand londonien, et est devenu membre de l'usine de Lisbonne. Quelque temps après septembre 1709, il hérite des domaines de son père décédé aliéné.

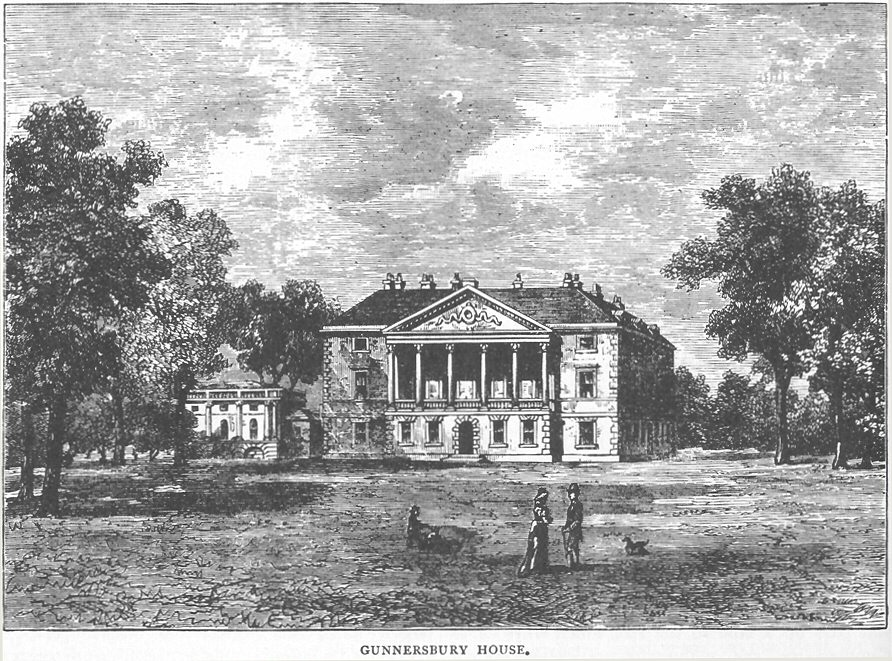
Gunnersbury House, vers 1750

Il a été élu sans opposition en tant que député de Douvres avec le soutien du gouvernement lors d'une élection partielle le 20 décembre 1720. En 1722, il achète Lathom Hall, près de Wigan, et se déclare candidat à l'élection générale pour Wigan, avant d'abandonner le scrutin. Au lieu de cela, il a été réélu à nouveau sans opposition pour Douvres. En 1723 et 1729, il obtient des contrats pour l'envoi d'argent aux garnisons de Gibraltar et de Minorque. Aux élections générales de 1727, il a été réélu député de Douvres, après un scrutin, mais est battu aux élections générales de 1734. Lors d'une élection partielle le 18 mai 1738, il est réélu sans opposition à Morpeth, poste que son ami Henry Howard (4e comte de Carlisle) avait laissé vacant après avoir accédé à une pairie. En 1739, il achète Gunnersbury Park à Hounslow, Londres, à John Hobart (1er comte de Buckinghamshire). Il devient un associé de William Pulteney (1er comte de Bath) et vote avec l'opposition contre la convention espagnole en 1739 et pour le projet de loi en 1740. En 1741 il est réélu pour le compte de Furnes à New Romney, qu'il représente jusqu'à la fin de ses jours.
Lors de la chute de Walpole en 1742, Furnese est élu membre du comité secret et fait partie des partisans de Pulteney qui obtiennent des postes. Il est nommé secrétaire au Trésor en juillet 1742. De nombreuses satires attaquent Pulteney et il quitte le comité secret en décembre 1742. Il reste dans l'opposition et vote contre le gouvernement dans toutes les divisions enregistrées. Il est réélu pour New Romney aux élections générales de 1747 et 1754. Il est nommé Lord du Trésor de 1755 jusqu'à sa mort.
Il meurt célibataire le 30 août 1756. La maison et le domaine de Gunnersbury sont achetés à sa sœur Elizabeth Pearce en 1760 pour la princesse Amelia, fille du roi George II.